# Font de l'Hospital (Lleida)
La Font de l'Hospital és una obra neoclàssica de Lleida protegida com a Bé Cultural d'Interès Local.

## Descripció
Font pública amb tractament monumentalista emmarcada per pilastres laterals i que aguanten un fris amb tríglifs. Rematat per un frontó barroc damunt d'un ràfec que emmarca una inscripció commemorativa. A l'interior es troba la font integrada amb una composició de baix relleu. Construïda amb blocs de pedra.

## Història
Fou construïda al mateix temps que un dels afegits a l'hospital de Santa Maria. Avui es troba recolzada a la mitgera del casal de la Joventut Republicana.